# Reactor catalític heterogeni
Un reactor catalític heterogeni és un tipus de reactor químic dins dels quals una reacció química és catalitzada mitjançant un catalitzador heterogeni. En el seu disseny es tenen en compte els factors que influeixen en la catalisi, tals com l'eficiència i selectivitat del catalitzador, així com les transferències de massa i calor dels reactius i productes, i la interacció entre aquests i el catalitzador. Els reactors catalítics heterogenis són actualment un dels tipus de reactor químic més usats per la indústria química.
Els reactors catalítics heterogenis es classifiquen segons el moviment relatiu entre les partícules de catalitzadors.

## Reactors amb moviment relatiu menyspreable

### Reactors de llit fix
Un reactor de llit fix consta d'un tub cilíndric emplenat amb el catalitzador en forma de pellets o grànuls, on els reactius hi flueixen a través i es converteixen en productes. El catalitzador es pot trobar en múltiples configuracions: una sola capa extensa, diverses capes horitzontals connectades en sèrie, diversos tubs empaquetats en paral·lel, etc. Les diverses configuracions es poden adaptar en funció dels paràmetres necessaris pel control de la reacció. La connexió en sèrie de reactors permet la inclusió de nous reactius o la separació de productes entre les diferents etapes el que permet augmentar el rendiment final de la catàlisi. Aquest sistema, a més, es pot usar també en recerca, on dosificar reactius o productes entre les etapes, permet trobar informació valuosa sobre les via de reacció.
Els grànuls dels catalitzadors poden ser de morfologia esfèrica, cilíndrica o amb formes indeterminades. La seva mida sol variar entre 0,25 i 1,0 centímetres de diàmetre. El flux d'un reactor de llit fix és típicament descendent, on els reactius s'afegeixen per la part superior els reactius es recullen per la part inferior.

### Reactors de llit de degoteig
Un reactor de llit de goteig (en anglès trickle-bed reactor) és un reactor on s'hi fa massar un líquid de manera gradual, sense que aquest empleni completament tots els espais entre partícules, com en els reactors de llit fix, el líquid se sol fer passar de manera descendent, a favor de la força gravitacional. Al mateix temps que el líquid descendeix es fa fluir un gas de manera ascendent. Aquests reactors s'utilitzen principalment per catalitzar reaccions d'hidrotractament com la hidrodessulfuració, on hidrogen gasós reacciona amb algun component d'un altre reactiu. Aquest reactor s'utilitza quan algun dels productes té un punt d'ebullició molt alt, el que no permet fer-lo reaccionar de manera eficient en forma de gas.

### Reactors de llit mòbil
En els reactors de llit mòbil el catalitzador es fa passar a través d'una fase fluida per a la seva posterior extracció. Normalment, el caalitzador s'introdueix per la part superior i s'extreu de la part inferior. Aquests reactors necessiten de mecanismes addicionals pel control dels catalitzadors sòlids, per aquest motiu s'utilitzen menys que els anteriorment esmentats.

### Reactors de llit rotatori
Un reactor de llit rotatori sosté un llit empaquetat fixat dins d’un contenidor amb un forat central. Aquest contenidor es fa girar immersa en una fase fluida. Les forces d'inèrcia creades per aquest moviment rotatori desplacen el fluid cap a l'exterior, creant així un flux de reactiu a través del llit del reactor. El reactor de llit rotatori és una invenció força nova, amb altes taxes de transferència de massa i bona barreja de fluids. Els reactors d'aquest tipus s'usen principalment en reaccions de biocàlisi.

## Reactors amb moviment relatiu significatiu

### Reactors de llit fluiditzat
Un reactor de llit fluiditzat suspèn petites partícules de catalitzador en el fluid a reaccionar. El fluid sol ser un gas amb un cabal suficient per barrejar les partícules de catalitzador, però sense arribar a poder transportar-les fora del reactor. Les partícules solen ser molt més petites que les dels reactors anteriors, en una escala de 10 a 300 micròmetres. Un dels avantatges de l’ús dels reactors de llit fluiditzat és la capacitat d’aconseguir una temperatura altament uniforme en tot el reactor.

### Reactors de pasta
Un reactor de pasta (en anglès slurry reactor) conté el catalitzador en forma de pols. Aquest reactor s'utilitza normalment quan un reactiu és un gas i l'altre un líquid, amb un catalitzador sòlid. El gas reactiu es fa passar a través del líquid on es dissol. Després es posa en contacte amb les partícules de catalitzador on el gas s'hi difon sobre la superfície. Els reactors de pasta poden utilitzar partícules molt fines, i això pot provocar problemes de separació del catalitzador del líquid. Els reactors de llit de degoteig no tenen aquest problema i aquest n'és un gran avantatge respecte els reactors de pasta, no obstant, els reactors de degoteig fan servir partícules molt més grans, el que suposa una velocitat de reacció molt inferior. En general, els reactors de llit de degoteig són més senzills, mentre que els reactors de pasta solen tenir una velocitat de reacció molt elevada i els reactors de llit fluiditzat es comporten de manera intermèdia.